# Nevado de Palermo
El Nevado de Palermo, també conegut com a Morro del Quemado, és una muntanya de l'Argentina que s'eleva fins als 6.184 msnm. Palermo és un dels cims principals de la Sierra de Cachi, a la província argentina de Salta.
La primera ascensió del cim va tenir lloc el 20 de desembre de 1975 per l'argentí Enrique Pantaleón.